# Titularbistum Akka
Akka (ital.:  Acone) ist ein Titularbistum der römisch-katholischen Kirche.
Es geht zurück auf einen untergegangenen Bischofssitz in der Stadt Akkon in der römischen Provinz Syria Phoenice bzw. in der Spätantike Phoenice im Libanon.
| Titularbischöfe von Akka |                                                                      | |                   |                       |
| Nr.                      | Name                                                                 | Amt | von               | bis                   |
| 1                        | Hermann Bernhard OFM, auch Hermann Weise OFM (Familienname unsicher) | ab 1432 Weihbischof in Würzburg (Deutschland), ab 1434 auch Weihbischof in Bamberg (Deutschland) auch Weihbischof in Mainz | 6. März 1415      | 8. September 1450 (†) |
| 2                        | Nikolaus Arresdorf OFMConv                                           | Weihbischof in Hildesheim, Münster und Paderborn (Deutschland)                                                             | 27. November 1592 | 28. März 1620         |
| 3                        | Johann Nikolaus Claessens                                            | Weihbischof in Münster (Deutschland)                                                                                       | 8. August 1622    | 1. April 1650         |
| 4                        | Giovanni Battista de Righis OP                                       | | 12. Dezember 1672 |                       |
| 5                        | Thomas Joseph Talbot                                                 | Apostolischer Koadjutorvikar des Midland Districts Apostolischer Vikar des Midland Districts (Großbritannien)              | 26. Februar 1766  | 26. Dezember 1778     |
| 6                        | Johannes Helou von Ghosta                                            | maronitischer Weihbischof in Antiochien (Türkei)                                                                           | 1786              | 14. Dezember 1814     |
| 7                        | Heiliger Antoine Daveluy MEP                                         | Apostolischer Koadjutorvikar von Korea Apostolischer Vikar von Korea (Südkorea)                                            | 13. November 1855 | 30. März 1866         |